# Washington-emlékmű
A Washington-emlékmű (angolul Washington Monument) az Egyesült Államok egyik nemzeti szimbóluma, óriási homokszín obeliszk a főváros, Washington központjában elterülő National Mall parkban, ahol többek közt a szövetségi törvényhozásnak otthont adó Capitolium is található.
A márványból, gránitból és homokkőből 1848 és 1884 közt épített, 169,294 méter (555 láb és 5⅛ hüvelyk) magas obeliszk az első amerikai elnöknek, George Washingtonnak állít emléket. A világ legmagasabb kőépítménye és obeliszkje. A mérésekbe többnyire beleszámítják az alumínium csúcspiramis köré 1934-ben szerelt nyolc villámhárító rudat is. Ezek további 15,2 centiméterrel (6 hüvelyk) magasodnak az oszlop csúcsa fölé, ami az eredeti tervrajzokból is látszik: mert azok mintegy hat hüvelykkel kisebb magasságot írnak le. 1884 és 1934 közt sokszor csapott villám a csúcspiramisba, kicsorbítva a hegyét és mintegy 1,3 centiméterrel csökkentve a magasságát. Az obeliszk Washington, D.C. legmagasabb építménye.
Az emlékmű tervezője Robert Mills volt. Az építkezés 1848-ban indult, de csak 1884-ben fejezték be, majdnem 30 évvel az építész tervező halála után. Az építkezést egy ideig a nativista Know-Nothing („Semmittudók”) mozgalom és a pénzhiány, majd az amerikai polgárháború kitörése akadályozta. Az obeliszken mintegy 46 méteres magasságban a márvány árnyalatának megváltozása emlékeztet arra az időre, amikor építése sok évre megszakadt.
Az emlékmű tetejét díszítő csúcspiramis alumíniumból készült, ami a 19. század végén az ezüsthöz hasonló értékű volt.
Az emlékmű a 2011-es virginiai földrengés hatására megsérült, ezért 2014. május 12-ig nem volt látogatható.

## Fordítás
- Ez a szócikk részben vagy egészben  a   Washington Monument című angol Wikipédia-szócikk ezen változatának fordításán alapul.  Az eredeti cikk szerkesztőit annak laptörténete sorolja fel. Ez a jelzés csupán a megfogalmazás eredetét és a szerzői jogokat jelzi, nem szolgál a cikkben szereplő információk forrásmegjelöléseként.